# Ngô hoàng hậu (Minh Hiến Tông)
Hiến Tông Ngô Phế hậu (chữ Hán: 憲宗吳廢后; ? - 5 tháng 2, 1509), nguyên phối và là Hoàng hậu đầu tiên của Minh Hiến Tông Chu Kiến Thâm. Bà là Hoàng hậu tại ngôi ngắn nhất trong lịch sử nhà Minh, chỉ tại ngôi 31 ngày rồi bị Hiến Tông phế truất.

## Tiểu sử
Phế hậu Ngô thị là người phủ Thuận Thiên (順天府; nay là một phần của Thiên Tân, Hà Bắc). Xuất thân danh môn, phụ thân Ngô Tuấn (吴俊) vốn là Vũ Lâm tiền vệ Chỉ huy sứ, anh là Ngô Anh (吴瑛) làm đến Vũ Lâm vệ Chỉ huy sứ.
Dưới triều của Minh Anh Tông, Chu Kiến Thâm được phong làm Thái tử, 12 tú nữ được dự tuyển ngôi Thái tử phi. Ngô thị cùng với Vương thị, Bách thị cùng nhập cung trong đợt tuyển đó. Trước khi lâm chung, Anh Tông bèn nói với đích mẫu của Thái tử là Tiền Hoàng hậu và sinh mẫu là Chu Quý phi chọn lựa Ngô thị làm Phi. Thế nhưng, Thái tử Chu Kiến Thâm rất không thích Ngô thị, mà lại say mê một cung nữ hơn tuổi mình rất nhiều là Vạn Trinh Nhi. Đương nhiên, Anh Tông không chấp nhận một cung nữ làm Hoàng hậu, mà còn hơn Chu Kiến Thâm rất nhiều tuổi.

## Hoàng hậu ngắn ngủi
Năm Thiên Thuận thứ 8 (1464), tháng giêng, Minh Anh Tông băng hà, Thái tử Chu Kiến Thâm kế vị, tức Minh Hiến Tông. Trong di chúc của mình, Anh Tông ngầm khẳng định vị Hoàng đế tương lai lập Ngô thị làm Hậu, tuy nhiên điều này cũng tùy thuộc vào sự lựa chọn của Tiền Hoàng hậu. Sau khi cẩn thận quan sát, Tiền hậu quyết định chọn Ngô thị làm Hoàng hậu. Đó là Hoàng hậu đầu tiên của Minh Hiến Tông.
Ngày 20 tháng 7 (âm lịch) năm đó, mệnh Hội Xương bá Tôn Kế Tông (孫繼宗) làm Chính sứ, Thiếu bảo Lại bộ Thượng thư Lý Hiền (李賢) cùng Lễ bộ Thượng thư Diêu Quỳ (姚夔) làm Phó sứ, cầm Tiết, mang sách bảo, làm lễ chính thức cho Ngô thị tiến phong Hoàng hậu. Cha của bà được phong Đô đốc Đồng tri, hàm Tòng nhị phẩm.
Ngay năm sau, Hiến Tông phong Vạn thị làm Quý phi, sủng ái cực kì. Ngô thị tuy tại ngôi Hoàng hậu nhưng không được sủng ái. Vạn thị mưu đồ đoạt ngôi Hoàng hậu, tìm cách làm Minh Hiến Tông phế bỏ bà nên tỏ ra bất kính, mạo phạm Ngô hoàng hậu khiến Ngô hoàng hậu dùng roi trượng trừng phạt. Sự việc này đã làm Minh Hiến Tông nổi giận, nhất quyết phế bỏ Ngô thị, do vậy Hiến Tông bắt bớ vị Thái giám từng giúp Anh Tông tuyển chọn Ngô thị là Ngưu Ngọc (牛玉), khiến Ngọc không chịu được hình phải khai gian rằng Anh Tông vốn chọn Vương thị, nhưng cha của Hoàng hậu là Ngô Tuấn đút lót cho y, nên y mới cải sửa di chiếu. Hiến Tông tức tốc đưa lời khai đến trước mặt Tiền Thái hậu và Chu Thái hậu xem, đòi phế bỏ Ngô hậu. Tiền Thái hậu cảm thấy sự tình có uẩn khúc, lại do Ngô hậu chính là bản thân bà đánh giá tuyển chọn, nên không đồng ý việc phế bỏ của Hiến Tông. Ngược lại, Chu Thái hậu bất mãn Tiền Thái hậu, dẫu thật sự thấy Ngô hậu không sai, vẫn ủng hộ việc phế truất.
Ngày 22 tháng 8 (âm lịch), chỉ 1 tháng sau khi lập Hậu, Hiến Tông đã ra chỉ phế Ngô Hoàng hậu, giam vào Tây cung. Chỉ dụ rằng:
| “                         | 先帝為朕簡求賢淑，已定王氏，育於別宮待期。太監牛玉輒以選退吳氏於太后前複選。冊立禮成之後，朕見舉動輕佻，禮度率略，德不稱位，因察其實，始知非預立者。用是不得已，請命太后，廢吳氏別宮。 . Tiên đế vì Trẫm mà tuyển chọn hiền thục, đã định là Vương thị, đưa vào biệt cung thiện đãi. Thái giám Ngưu Ngọc nhận hối lộ mà đưa Ngô thị đến trước Thái hậu phục tuyển. Sau khi hoàn thành lễ sách lập, trẫm xem thấy Ngô thị cử chỉ tuỳ tiện, lễ độ khinh suất, đức không xứng với vị, bèn tra sự thực, mới biết không phải người được chọn. Sự cũng đã rồi, nay xin mệnh Hoàng thái hậu, phế Ngô thị lui cư biệt cung. | ” |
| — Chiếu phế truất Ngô thị | |   |

Sau khi phế hậu, theo lệnh của Chu Thái hậu, Hiến Tông sách lập Vương thị làm Kế hậu, tức Hiếu Trinh Thuần hoàng hậu. Sự kiện này khiến cha bà là Ngô Tuấn bị cách chức mà giam vào ngục, sau biếm đi Đăng Châu. Ngay cả Hoài Ninh hầu Tôn Thang (孫鏜) vì có liên hệ thông gia với Ngưu Ngọc mà cũng chịu liên lụy trong sự việc này, tước đi bổng lộc và bị giam trong nhà. Ngô Tuấn sau đến năm thứ 8 (1472) thì qua đời, con trưởng là Anh tập chức Chỉ huy sứ.

## Nuôi nấng Hiếu Tông
Năm Thành Hóa thứ 6 (1470), cung nữ Kỷ thị, một người thiếp của Hiến Tông, vì sợ Vạn Quý phi hãm hại nên đã phải trốn trong An Lạc đường để dưỡng thai. Sau đó, Kỷ thị hạ sinh một người con trai tên Chu Hựu Đường. Ngô phế hậu sống gần đó nên bà đã giúp Kỷ thị trốn được Vạn Quý phi và nuôi dưỡng Hiếu Tông trong một thời gian.
Sau khi Vạn Quý phi mất do bệnh gan, Minh Hiến Tông cũng vì thương nhớ quá mà sinh bệnh rồi qua đời. Chu Hựu Đường kế vị, tức Minh Hiếu Tông. Tân Hoàng đế nhân từ đã phụng dưỡng bà như với [Mẫu hậu lễ; 母后禮], đồ dùng và nghi trượng đều phỏng theo cách của Hoàng thái hậu, nhưng lại không ban bố phong hiệu chính thức. Cháu của bà (không rõ tên), con trai của đại ca Ngô Anh, do đó cũng được phong Cẩm y Bách hộ. Trong thời gian này, bà hay được gọi là [Hiến miếu Phế hậu Ngô thị; 憲廟廢后吳氏], trong đó "Hiến miếu" chính là Minh Hiến Tông, cách gọi miếu hiệu kèm chữ "miếu" này là một dạng kính xưng cực kỳ thông dụng ở đời Minh.
Năm Chính Đức thứ 4 (1509), ngày 16 tháng 1 (âm lịch), Hiến miếu Phế hậu Ngô thị qua đời, trên dưới 60 tuổi. Ban đầu, Lưu Cẩn (劉瑾) kiến nghị định an táng Ngô thị theo nghi thức của cung nữ, cho hỏa táng, nhưng Đại học sĩ Lý Đông Dương (李東陽) và Đại học sĩ Vương Ngao (王鏊) tỏ ra bất bình, do Hiến Tông chỉ ra chỉ dụ ["Lui cư biệt cung"] chứ chưa thực sự giáng Ngô thị làm Thứ nhân, cho nên không thể sơ sài về lễ nghi mà phải thiết mộ phần. Minh Vũ Tông niệm tình Ngô thị cứu giúp cha của mình là Hiếu Tông, bèn theo lời của Lý Đông Dương cùng Vương Ngao, án theo lễ táng Huệ phi Vương thị của Anh Tông. Do không thể hợp táng, bà được đưa vào an táng tại khu vực núi Kim Sơn, ngoại thành Bắc Kinh.